# Peritropella
Peritropella is een geslacht van wantsen uit de familie van de Miridae (Blindwantsen). Het geslacht werd voor het eerst wetenschappelijk beschreven door Carvalho in 1981.

## Soorten
Het genus bevat de volgende soorten:

- Peritropella malgache Carvalho, 1981
- Peritropella vadoni Gorczyca, 2000